# The dark side of the Moog, vol. 1
The dark side of the Moog, vol. 1 is een studioalbum van Klaus Schulze en Peter Namlook (eigenlijk Peter Kuhlman). De samenwerking tussen die twee musici uit de scene van de elektronische muziek kwam per toeval tot stand bij een radio-interview. Schulze zat in zijn muzikale hoogtijdagen. Namlook begon eigenlijk net, maar had in 1992 een eigen platenlabel Fax Records opgericht ter verspreiding van zijn eigen werk en andere alternatieve elektronische muziek. Voor genoemd interview mocht Schulze een gast uitnodigen en kwam met Namlook. Schulze was onder de indruk geraakt van diens album Air II. De twee hadden elk een andere invalshoek, Schulze was een man van analoge synthesizers, die probeerde over te stappen naar digitale apparatuur, Namlook zat al volop in dat laatste. Opnamen vonden plaats in Schulzes eigen geluidsstudio te Hambühren en in de Moldau Studio. 
De opname verscheen bij Fax, hetgeen na verloop van tijd distributieproblemen kende en verdween. In 2015 bracht Schulze de gehele serie in drie verzamelboxen uit op zijn eigen platenlabel MIG (Made In Germany). 
De titel van de reeks is een verbastering van Pink Floyds muziekalbum The Dark Side of the Moon. Het is tevens een verwijzing naar het synthesizermerk Moog. De tracks van deel 1 heten alle Wish you were there, een verbastering van Pink Floyd compositie Wish you were here. Schulze en Namlook verklaarden dat er geen verband is tussen de muziek van hun en die van Pink Floyd, maar dat het verband gezocht moet worden in het gebruik van de Moog, bij Pink Floyd door Richard Wright. Het album werd opgedragen aan Robert Moog.

## Musici
- Klaus Schulze, Peter Namlook – synthesizers, elektronica

## Muziek
| Nr. | Titel                           | Duur |
| --- | ------------------------------- | ---- |
| 1.  | Wish you were there (part I)    | 5:00 |
| 2.  | Wish you were there (part II)   | 5:00 |
| 3.  | Wish you were there (part III)  | 5:01 |
| 4.  | Wish you were there (part IV)   | 4:59 |
| 5.  | Wish you were there (part V)    | 5:00 |
| 6.  | Wish you were there (part VI)   | 5:00 |
| 7.  | Wish you were there (part VII)  | 5:00 |
| 8.  | Wish you were there (part VIII) | 5:00 |
| 9.  | Wish you were there (part IX)   | 5:00 |
| 10. | Wish you were there (part X)    | 6:09 |